# Karékine Ier Khatchadourian
Karékine Ier Khatchadourian (en arménien Գարեգին Ա Խաչատուրյան ; né à Trébizonde le 6 novembre 1880, mort à Istanbul le 22 juin 1961) est le 81e patriarche arménien de Constantinople. Il est élu à la tête du Patriarcat arménien de Constantinople en 1951 et y reste jusqu'à sa mort.